# Мурманський берег
Мурманський берег — берег Баренцева моря від норвезького кордону до мису Святий Ніс. Скелястий і слабо розчленований, має декілька заток, що глибоко врізаються (Кольська, Мотовська тощо), уздовж берега — ряд островів (найбільший — Кильдин). Ділянки моря, прилеглі до берега, є місцем рибного промислу. Виділяють Західний Мурман — на захід від Кольської затоки і Східний Мурман — на схід від цієї затоки. Найважливіший порт — Мурманськ.
На схід від мису Святий Ніс починається Терський берег Білого моря.
Основні річки, що стікають до моря через узбережжя — Тулома та Воронья.
В адміністративному відношенні Мурманський берег ділиться між Печензьким, Кольським та Ловозерським районами Мурманської області.
Міста Заозерськ, Гаджієво, Полярний, Снєжногорськ, Мурманськ, Кола, Сєвєроморськ, Островний розташовані на Мурманському березі. Берег було заселено не пізніше 13-го століття поморами та норвежцями.
Мурманський берег, за винятком Мурманська, — зона охорони кордону Росії, призначена для захисту кордонів Російської Федерації від небажаної діяльності. Для відвідування зони необхідний дозвіл, виданий місцевим управлінням ФСБ.